# انسان‌شناسی کاربردی
انسان‌شناسی کاربردی به کاربست نظریه و روش انسان‌شناسی برای تحلیل و حل مشکلات کاری اشاره دارد. انسان‌شناسان با تکنیک‌ها و مفاهیمی که می‌آموزند، به دنیای واقعی می‌آیند و سعی می‌کنند پیوندی بین مفاهیمی که آموخته‌اند و تغییرات دنیای واقعی برقرار کنند و در شکل‌گیری آن سهیم باشند. انسان‌شناسی گرایش‌های متفاوتی دارد و انسان‌شناسی کاربردی با تعهد و الزامی که به آموخته‌های آکادمیک خود دارد، به تغییرات دنیا و قواعد آن هم نزدیک است.